# 漢諾威的奧爾加
漢諾威的奧爾加（德語：Olga von Hannover，1884年7月11日—1958年9月21日），漢諾威王儲恩斯特·奧古斯特的幼女。
奧爾加終生未婚，1958年於格蒙登去世，享年74歲。